# Écologie numérique
 (mai 2012).
L'écologie numérique est un modèle collaboratif de compréhension et de réflexion sur les pratiques liées aux technologies de l'information et de la communication (TIC) et leur évolution. Cet espace immatériel de réflexion conjugue les savoirs empiriques à la réflexion fondamentale et son principe de fonctionnement repose sur le partage d'expériences, la transversalité et l’interdisciplinarité. Il s'agit de produire des passerelles méthodologiques émergentes et des outils fonctionnels pour comprendre les TIC dans un contexte et un environnement numérique nouveau. L'écologie numérique propose un cadre réflexif capable d'accompagner les usagers dans la transition de l'âge expérientiel du numérique.

## Dans le champ des sciences de la nature
Dans le contexte des technologies numériques de l'information et de la communication, l'écologie numérique est un ensemble de processus visant notamment à comprendre et à modéliser les écosystèmes, à partir de calculs (d'énergie, de flux, de biomasse, etc.).